# Исла Раса
Исла Раса — остров в Калифорнийском заливе восточнее полуострова Калифорния. Принадлежит Мексике (штат Нижняя Калифорния, муниципалитет Мехикали). Необитаем.

## Описание
Площадь острова составляет около 56 га. Максимальная высота 35 м. Рельеф около 22% площади острова (около 12 га) представлен долинами, остальная часть (около 44 га) состоит из невысоких холмов вулканических пород. Низменные долины являются бывшими лагунами и покрыты слоем гуано. В 1964 году остров Исла Раса был объявлен национальным заповедником и убежищем для перелётных птиц.

## Фауна
На острове обитают три вида рептилий: Phyllodactylus nocticolus, Sauromalus hispidus и Uta stansburiana и два вида млекопитающих — черная крыса и домовая мышь. Также на Исла Раса гнездится 95 % мировой популяции чаек Хирмана и элегантных крачек.